# Juberri
Juberri (també Juverri) és un nucli de població del Principat d'Andorra situat a la parròquia de Sant Julià de Lòria. És el poble més meridional d'Andorra, és a 1. 285 m d'altitud enlairat sobre la Valira i sobre el Runer. L'any 2009 tenia 162 habitants.
L'església de Sant Esteve de Juberri, que depenia de l'església d'Arcavell, és d'estil romànic i va ser construïda els segles xi i xii amb planta rectangular i absis semicircular. En aquests indrets s'han efectuats excavacions amb troballes de la cultura dels sepulcres de fossa, molt semblants a les del Solsonès.